# Joy Ride 3
Joy Ride 3  (br: Perseguição 3: Correndo Para a Morte) é um filme de terror produzido nos Estados Unidos em 2014, dirigido por Declan O'Brien.

## Sinopse
Um grupo de jovens corredores está a caminho do evento "Road Rally 1000". Pegando um atalho com seu possante, eles acabam provocando um caminhoneiro — Rusty Nail — que passa a persegui-los sem piedade pelas estradas.

## Elenco
| Ator              | Personagem   |
| ----------------- | ------------ |
| Ken Kirzinger     | Rusty Nail   |
| Jesse Hutch       | Jordan Wells |
| Ben Hollingsworth | Mickey Cole  |